# 勒宗维尔
勒宗维尔（法語：Rezonville，法語發音：[ʁəzɔ̃vil]）是法国摩泽尔省的一个旧市镇，位于该省西部，属于梅斯区。2019年，勒宗维尔与市镇维永维尔合并为新市镇勒宗维尔-维永维尔，勒宗维尔为新市镇行政中心。

## 地理
勒宗维尔（49°5'51"N, 5°59'25"E）面积13.45 平方千米，位于法国大東部大區摩泽尔省，该省份为法国东北部内陆省份，是洛林的一部分，西南接默尔特-摩泽尔省，东临下莱茵省，北与卢森堡和德国接壤。
与勒宗维尔接壤的市镇（或旧市镇、城区）包括：圣马塞尔、摩泽尔河畔阿尔斯、戈尔兹、格拉沃洛特、维永维尔。

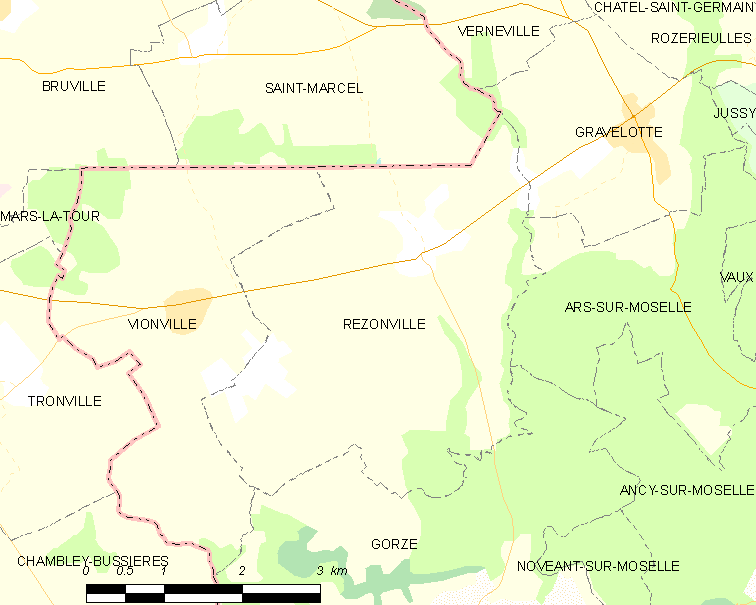
勒宗维尔的OSM定位图

勒宗维尔的时区为UTC+01:00、UTC+02:00（夏令时）。

## 行政
勒宗维尔的邮政编码为57130，INSEE市镇编码为57578。

## 政治
勒宗维尔所属的省级选区为摩泽尔山坡县。

## 人口

1962-2008年间勒宗维尔人口变化图示

勒宗维尔于2018年1月1日时的人口数量为312人。